# 中島イシレリ
中島 イシレリ（なかじま イシレリ, Nakajima Isileli, 1989年〈平成元年〉7月9日 - ）は、ジャパンラグビーリーグワンのコベルコ神戸スティーラーズに所属するラグビー選手。
旧名：イシレリ・ヴァカウタ（Isileli Vakauta）。中島は日本人の妻の名字であり、現在は2人の息子がいる。

## プロフィール
- トンガ・ヴァイオラ出身。
- 2015年（平成27年）8月に日本に帰化[1]。登録名は苗字を併記した中島ヴァカウタイシレリとしていた。その後2017-2018シーズンから登録名を中島イシレリとした。
- ポジションはプロップ（PR）、ロック（LO）、ナンバーエイト（NO8）。
- トンガサムライXVスコッドに選ばれたことがある[2]。
- 日本A代表に選ばれたことがある[3]。
- 日本代表キャップは9。（2021年11月14日現在）

## 略歴
15歳からラグビーを始めた。
2008年、リアホナ高校卒業後、流通経済大学に入る。
2012年、流通経済大学卒業後、NECグリーンロケッツに加入。
2014年8月23日に行われたジャパンラグビートップリーグ第1節のクボタスピアーズ戦に途中出場で公式戦初出場を果たす。
2015年、神戸製鋼コベルコスティーラーズに加入。
2018年11月3日に行われたリポビタンDチャレンジカップ2018ニュージーランド代表戦にて途中出場で日本代表初キャップを獲得した。
2019年8月、ラグビーワールドカップ2019の日本代表に選出された。
2022年、コベルコ神戸スティーラーズの副将に就任。

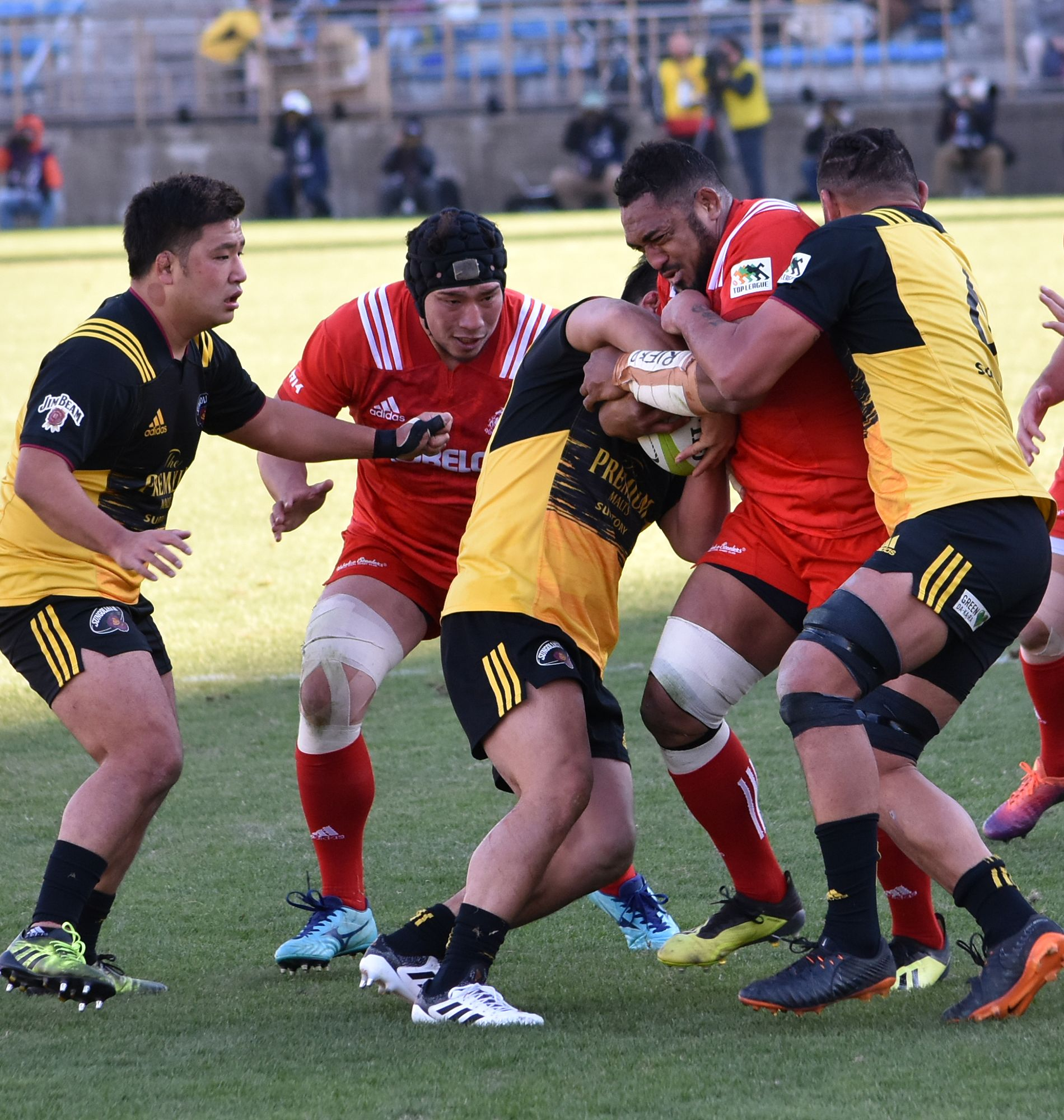
第56回日本ラグビーフットボール選手権大会兼トップリーグ総合順位決定トーナメント決勝（2018年12月15日撮影）
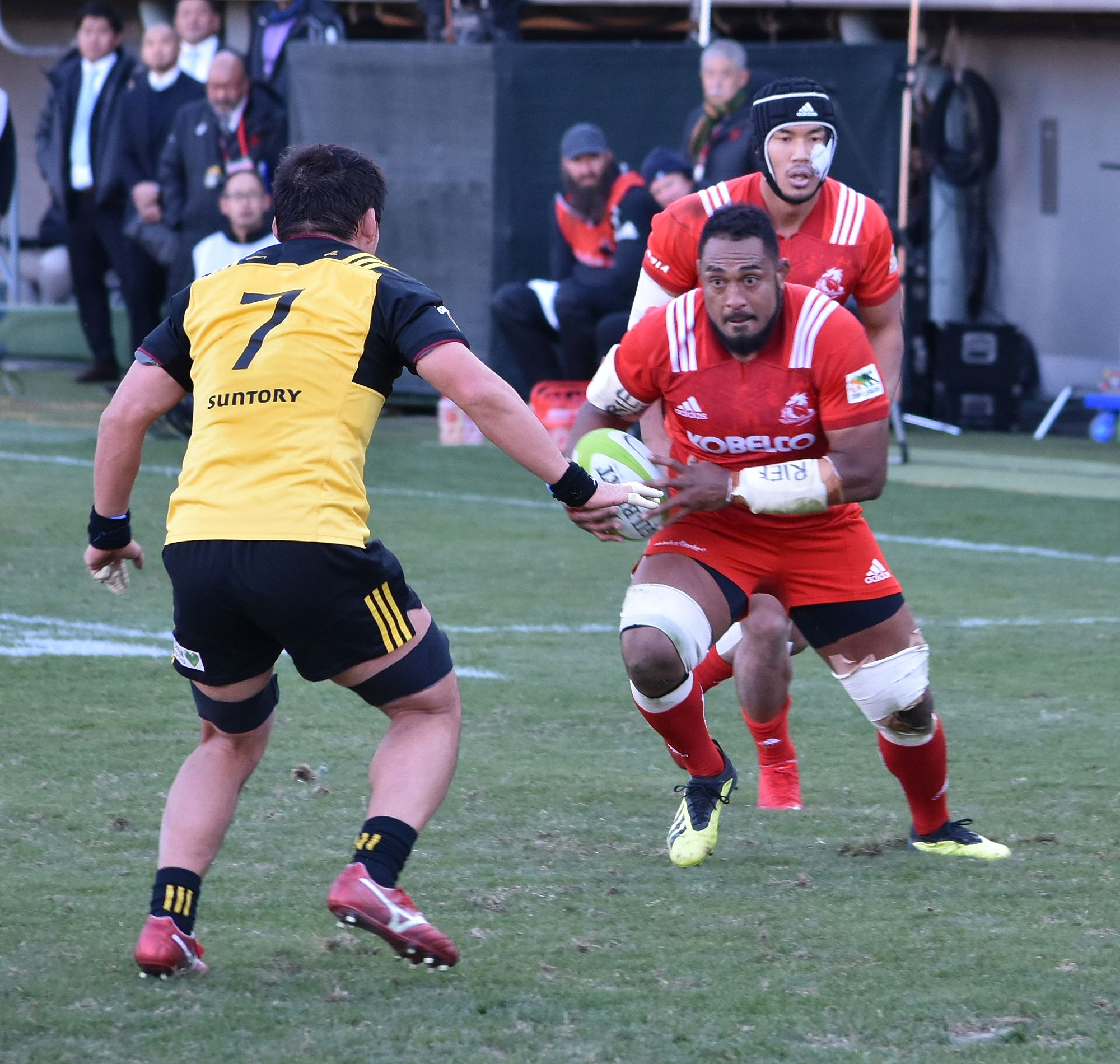
同左（2018年12月15日撮影）
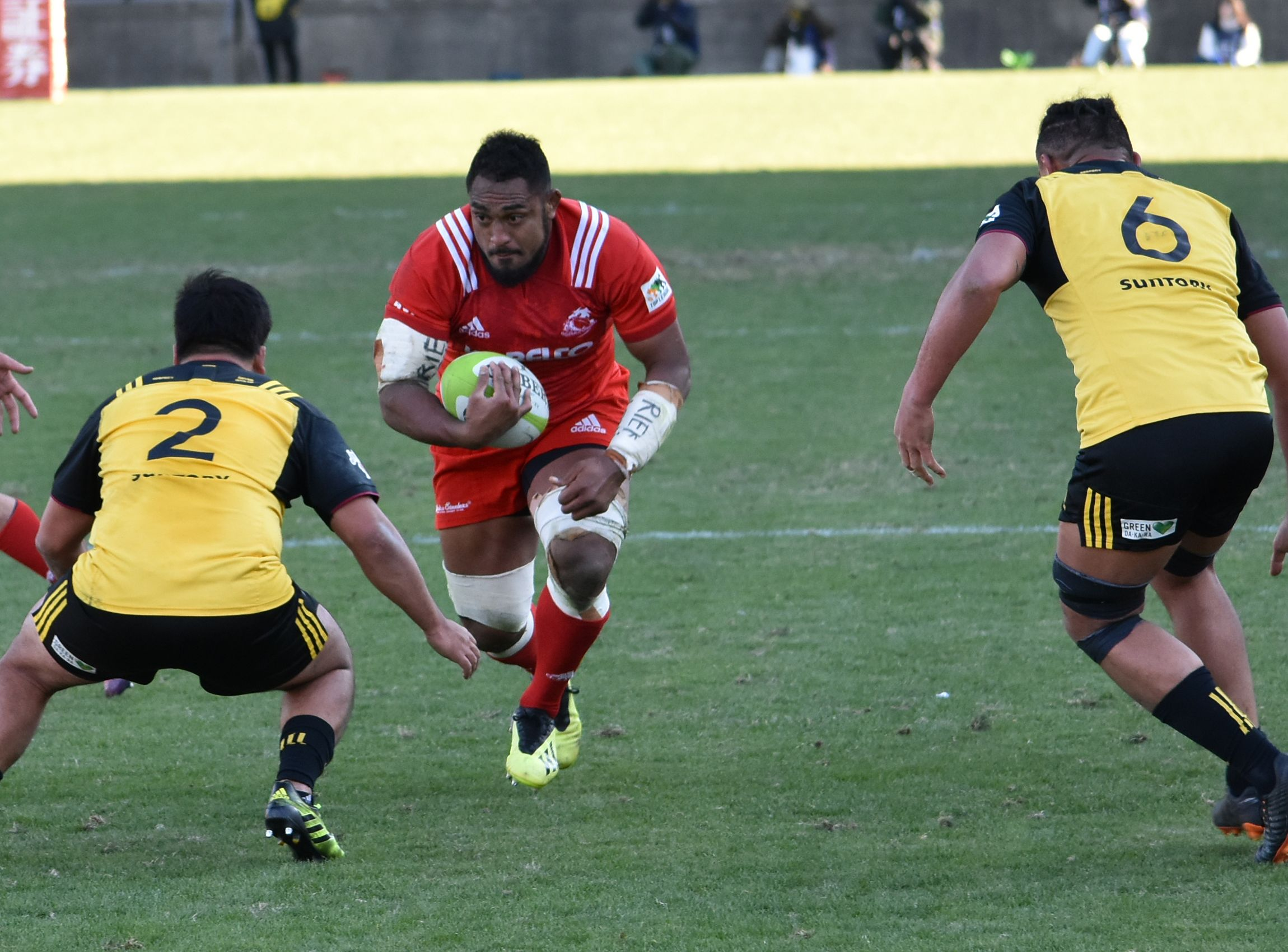
同左（2018年12月15日撮影）

## 受賞歴
- 2018-19トップリーグベスト15